# The Hunt for Red October (jeu vidéo, 1990, Beam Software)
Pour les articles homonymes, voir The Hunt for Red October.
 (octobre 2019).
Si vous disposez d'ouvrages ou d'articles de référence ou si vous connaissez des sites web de qualité traitant du thème abordé ici, merci de compléter l'article en donnant les références utiles à sa vérifiabilité et en les liant à la section « Notes et références ».
The Hunt for Red October est un jeu vidéo d'action sorti en 1990 sur Nintendo Entertainment System, Super Nintendo et Game Boy. Le jeu a été édité par Hi-Tech Expressions sur les consoles Nintendo. Il est inspiré du film À la poursuite d'Octobre Rouge.

## Système de jeu
Le jeu met en scène une chasse sous-marine. Le joueur doit éviter les récifs et les mines ennemies afin de détruire le submersible de l'adversaire.
La version Super Nintendo est un des rares jeux à utiliser le Super Scope, même si ce n'est que pour les niveaux de bonus.